# Karl Gustav Hammar
Karl Gustav Hammar - nascido em 1943 na cidade de Hässleholm, na Suécia - é um arcebispo emérito da Igreja da Suécia. Foi bispo da Diocese de Lund entre 1992-1997 e arcebispo de Uppsala entre 1997-2005.

## Biografia
K.G. Hammar nasceu em uma família sacerdotal e foi ordenado padre na Diocese de Lund em 1965, aos 22 anos. Defendeu sua tese de doutorado na Universidade de Lund em 1972, sobre história da igreja. De 1972 a 1975, trabalhou como professor no Trinity Theological College, em Singapura. Ele retornou para casa para trabalhar como pároco do Mosteiro de São Pedro, em Lund (1975-1979). Depois, foi Secretário de Educação no Conselho de Educação da Igreja da Suécia, Estocolmo (1979); reitor do instituto pastoral da Igreja da Suécia em Lund (1980-1987); Secretário Geral do Comitê da Igreja (1982; 1983-1987); e Deão da Catedral de Lund (1987-1992).
Em 1992, tornou-se bispo da Diocese de Lund e, em 1997, foi nomeado arcebispo pelo governo da Suécia, controlado pelos social-democratas, sob a igreja estatal que ainda estava formalmente em vigor. Em 1º de fevereiro de 1997, Hammar assumiu o cargo de Arcebispo da Igreja da Suécia.
Logo após sua nomeação, ele consagrou Christina Odenberg, a primeira mulher sueca a se tornar bispo.

Brasão do Arcebispo Hammar

Enquanto 68º arcebispo de Uppsala, Hammar foi o último arcebispo da Igreja da Suécia a ser eleito de acordo com a Lei da Igreja, ou seja, a ordem vigente até 2000; a partir de então, os próximos arcebispos seriam eleitos por representantes de toda a Igreja da Suécia. Hammar anunciou sua renúncia em agosto de 2005.
Ele foi casado com a professora e historiadora Inger Hammar, que morreu em 1997, e tiveram cinco filhos. Hammar se casou novamente em 2014 com a padre Ann-Charlotte "Lotta" Fång (nascida em 1966).
Foi Presidente do Comitê Consultivo do Instituto Teológico Sueco em Jerusalém (STI); membro do Conselho da Sociedade Missionária de Lund; membro do Comitê Consultivo do Projeto Cultura e Saúde da Universidade de Gotemburgo; e membro do Conselho de Ética da Região de Skåne.
A partir de setembro de 2006, ocupou o cargo de professor visitante de teologia no Centro de Teologia e Estudos Religiosos da Universidade de Lund. O cargo era financiado externamente (fundo de Thora Ohlsson) e destina-se ao ensino e a atividades relacionadas à pesquisa.

## Opiniões
Defendeu que as crianças refugiadas permanecessem na Suécia, a anistia para requerentes de asilo, o cancelamento das dívidas dos países mais pobres, o tratamento humano nas prisões, os direitos dos homossexuais e a tolerância para com pessoas de outras religiões.
Após a nova crise de refugiados iniciada em 2015, Hammar voltou a envolver-se nas questões dos refugiados, nomeadamente com um texto na antologia "2015 Till asylrättens försvar" e como um dos "embaixadores" dos jovens desacompanhados ameaçados de deportação na campanha Håll iop Sverige.
Ele também pediu comprometimento masculino contra o tráfico sexual de crianças, criticou a invasão do Iraque e o capitalismo global e pediu um boicote contra produtos de assentamentos israelenses. Em relação a esse último, a campanha de Hammar era chamada de "Hopp" (esperança) e contava com o apoio de 12 organizações que defendiam que a União Europeia renegociasse seu acordo comercial com Israel. O embaixador de Israel na Suécia, Zwi Mazel, chamou o arcebispo de antissemita. O Conselho Central Judaico da Suécia rompeu relações com a Igreja da Suécia. A decisão do Conselho Central Judaico levou ao cancelamento de uma conferência internacional de paz que aconteceria em Estocolmo no final de 2004 e estava sendo organizada conjuntamente pelo conselhos judaico, cristão e muçulmano suecos. Depois disso, já como ex-arcebispo, Hammar visitou a igreja luterana palestina e os territórios ocupados com um grupo de estudantes, incluindo a Belém murada.
O ex-líder do partido democrata-cristão sueco, Alf Svensson, chamou Hammar de "populista de esquerda" e o ex-líder do Partido Moderado, Bo Lundgren, que o chamou de "megafone de esquerda", pediu a Hammar que parasse de usar seu cargo como plataforma política ou que renunciasse e se candidatasse como um político de esquerda. Também recebeu críticas do jornalista Göran Skytte, dos Democratas Suecos e da Liga da Juventude Liberal.
Ele foi alvo de muitas críticas por sancionar a exibição da controversa exposição fotográfica Ecce Homo dentro da Catedral de Uppsala, em 1998, onde fotos recriavam motivos cristãos clássicos, mas em contextos relacionados à homossexualidade. Seu apoio à exposição levou o Papa João Paulo II a cancelar um encontro planejado com o arcebispo. A visita foi realizada no ano seguinte, quando o arcebispo sueco foi necessário, entre outras coisas, para confirmar que católicos e luteranos haviam chegado a um consenso sobre o caminho do homem para a salvação. A audiência cancelada, a exposição ou o tema da homossexualidade não foram abordados na reunião.
As críticas ultrapassavam as questões políticas e se dirigiam também a fé do então arcebispo Hammar. Ele foi acusado de ser vago quando se trata de questões centrais da fé. Descreveu as histórias bíblicas do nascimento virginal e dos milagres como parábolas e poesia. Ele também afirmou que não era função da Igreja dizer às pessoas como viver. Por isso, foi chamado de apóstata por vários clérigos e leigos e chamado a renunciar. Em uma conversa com Tenzin Gyatso, o décimo quarto Dalai Lama, Hammar disse que é importante olhar para as semelhanças entre as religiões e não focar apenas em suas diferenças.
Hammar também foi um defensor declarado da Campanha para o Estabelecimento de uma Assembleia Parlamentar das Nações Unidas (CUNPA), uma organização que defende a reforma democrática das Nações Unidas e a criação de um sistema político internacional mais responsável.
Em 2022, Hammar foi um dos que formaram o partido Klimatalliansen (Aliança Climática). Ele foi o segundo nome na sua lista parlamentar para as eleições de 2022.

## Obras
- Liberalteologi och kyrkopolitik, Kretsen kring Kristendomen och vår tid,1906–omkr. 1920 (Bibliotheca historico-ecclesiastica Lundensis1.) Tohtorinväitöskirja (1972)
- Dialog i kyrkan synpunkter på predikan (1975) ISBN 9789171141354
- Gudsfolket, Ett bibelteologisk studium av kyrkans identitiet (1977)
- Prästidentitet och församlingssyn, Modeller för vägval (1981) ISBN 9789152601853
- Gudsfolkets uppb rott (1981)
- Det som hörs –predikoteoretiska perspektiv (1985) ISBN 9789152612965
- Tecken och verklighet, Herdabrev till Lunds stift (1993) ISBN 9789188552006
- Samtal om Gud (1997) ISBN 9789152625651
- Ecce Homo. Efter tvåtusen år (2000) ISBN 9789188552303
- Jag har intes anningen, jag söker den (2004) ISBN 9789170371400
- Vägen valde dig. Ärkebiskop KG Hammars mediationer över Dag Hammarskjölds „Vägmarken (2005) ISBN 91-974442-3-5.
- Släpp fången loss - Gud bland metaforer och apofatiska provisorier (2016) ISBN 9789152634820